# غیب‌گو: فیلم
غیب‌گو: فیلم (به انگلیسی: Psych: The Movie) یک فیلم کمدی تلویزیونی است که بر اساس سریال درام شبکه یو.اس‌.ای نتورک، غیب گو ساخته شده‌است. این فیلم شخصیت‌های سریال غیب‌گو را سه سال بعد در سانفرانسیسکو دنبال می‌کند، در جایی که سریال پایان یافت دنبال می‌کند. جیمز رودی، دولی هیل، تیموتی اماندسون، مگی لاسون، کریستن نلسون و کوربین برنسن، کورت فولر و جیمی سیمپسون در نقش‌های پیشین خود در این فیلم حضور دارند.
این فیلم توسط استیو فرانک، خالق سریال غیب گو کارگردانی شده‌است که فیلمنامه را با رودی به‌طور همزمان نوشت.

## تولید
هنگامی که تولید سریال کمدی درام، غیب گو پایان یافت، خالق سریال، استیو فرانک ایده ادامه سریال در قالب فیلم را دنبال کرد و در ۸ مه ۲۰۱۷، شبکه ایالات متحده تأیید کرد که یک فیلم تلویزیونی تولید می‌شود. تصویربرداری اصلی از ۲۵ مه تا ۱۸ ژوئن در ونکوور، بریتیش کلمبیا صورت گرفت این فیلم در تاریخ ۷ دسامبر ۲۰۱۷ در شبکه USA منتشر شد.

## داستان
سه سال پس از پایان سریال، شاون، گاس و ژولیت به سان فرانسیسکو نقل مکان کرده‌اند. پس از این که به شریک ژولیت، سم شلیک شد، تیم غیب گو سعی می‌کند بفهمد چه کسی این کار را کرده و چرا؟
علاوه بر این، یک سازمان اسرارآمیز از ژولیت باج خواهی می‌کند، شاون از ازدواج خودداری می‌کند تا زمانی که بتواند حلقه نامزدی دزدیده شده مادربزرگ خود را بیابد، آیریس دختر رئیس ویک با جمع بدی دوست شد و گاس توسط زنی جذاب دنبال می‌شود.

## بازیگران
- جیمز رودی در نقش شاون اسپنسر
- دولی هیل در نقش برتون «گاس» گاستر
- تیموتی آماندسون به عنوان کارلتون «لسی» لسیتر
- مگی لاسون به عنوان ژولیت «ژول» اوهارا
- کیرستن نلسون به عنوان رئیس کارن ویک
- کوربین برنسن به عنوان هنری اسپنسر
- زکری لی‌وای به عنوان دوک نازک وایت
- رالف ماکیو در نقش نیک کنفورت
- جیمی سیمپسون به عنوان مری لایتلی
- جولیانا گیل به عنوان دکتر پروانه مک میلان
- جازمین سیمون در نقش سلن
- رابرت لاساردو به عنوان ال پروویدر
- کرت فولر به عنوان وودی استرود
- شارلوت فلر به عنوان هدر راکرر
- سم هانتیگتون به عنوان سم اسلون[۶]
- جان سینا به عنوان ایوان اوهارا[۷]
- مینا سوواری به عنوانآالیسون کولی
- سیج بروکلبانک به عنوان باز مک ناب

## دنباله
استیو فرانکس در یک گردهمایی کامیک کان اظهار داشت که امیدوار است پنج فیلم تلویزیونی دیگر هم وابسته به این سریال بسازد چراغ فیلم غیب گو: فیلم ۲ در ۱۴ فوریه ۲۰۱۹ تائید شد و تمام بازیگران اصلی آن برای بازگشت‌اند.
سرانجام فیلم با عنوان غیب‌گو ۲: لیسی به خانه بیا در سال ۲۰۲۰ منتشر شد.